# Partia Demokratike e Kosovës
Die Partia Demokratike e Kosovës (Kürzel PDK; albanisch für „Demokratische Partei des Kosovo“) ist die zweitgrößte politische Partei im Kosovo. Die Partei war ursprünglich sozialdemokratisch geprägt und war relativ links im politischen Spektrum orientiert. Mittlerweile gilt sie als Mitte-rechts-Partei und war 2018 bis 2022 Mitglied der Partei Europäische Konservative und Reformer (EKR). Seit Dezember 2022 ist sie Mitglied der Allianz der Liberalen und Demokraten für Europa.

## Geschichte
Die Partei wurde am 14. Mai 1999 vom politischen Flügel der UÇK gegründet und hieß zuerst  Partia për Progresin Demokratik e Kosovës, wurde aber am 21. Mai 2000 in den heutigen Namen umbenannt.
Vorsitzender der Partei war seit ihrer Gründung bis 2016 Hashim Thaçi, der im Kosovokrieg 1999 ein Führer in der UÇK war. Der erste Ministerpräsident des damals noch zu Jugoslawien gehörenden Kosovo war nach Beendigung des Krieges Bajram Rexhepi. Vor der Unabhängigkeitserklärung des Kosovo vom 17. Februar 2008 setzte sich die PDK wie die meisten kosovoalbanischen Parteien auch für ein unabhängiges und souveränes Kosovo ein.
Bei den Parlamentswahlen von 2010/2011 gewann die Partei rund 32,11 % der abgegebenen Stimmen. Somit konnte sie für sich 34 Sitze im Parlament sichern. Die Partei ging für die Regierungsbildung eine Koalition mit der Aleanca për Ardhmërinë e Kosovës und den Minderheitenparteien ein.
Ende Februar 2014 brachen Jakup Krasniqi, Fatmir Limaj und weitere Mitglieder der PDK mit Thaçi und gründeten die Nisma për Kosovën. Somit ist die PDK nunmehr mit 31 Abgeordneten im Parlament vertreten.

## Internationale Kritik
Häufig wird die PDK wegen ihrer engen Verstrickung mit der Organisierten Kriminalität kritisiert. So berichten verschiedene Geheimdienstberichte, dass Hashim Thaçi, der Führer der PDK, der Kopf der Mafia-Strukturen im Kosovo ist. Weitere Personen, die mit dem Vorwurf der organisierten Kriminalität angeklagt werden, sind gemäß der Weltwoche unter anderem Xhavit Haliti, Kadri Veseli, Fatmir Limaj. Die Kritik betrifft vor allem Drogen-, Waffen- und Menschenhandel, Auftragsmorde, Erpressung und Korruption. Die enge Verstrickung zwischen der PDK mit der Mafia, rührt vom Umstand, dass der Parteigeheimdienst SHIK (deren Direktor war Kadri Veseli), nach dem Kosovokrieg seine Macht kontinuierlich ausbauen konnte, insbesondere auch durch gezielte Auftragsmorde an Politikern anderer Parteien.
Seit der Regierungsübernahme im Jahr 2010 ist es der PDK und Hashim Thaçi gelungen, den Staatsapparat im Kosovo künstlich aufzublähen und so Parteimitglieder und deren Familienangehörige im Staat zu beschäftigen. So ist beispielsweise Gani Thaçi, der Bruder von Hashim Thaçi, der Direktor der kosovarischen Versicherungsagentur. Weil die Republik Kosovo eine der höchsten Arbeitslosenquoten in Europa aufweist, wird die Beschäftigung im Staatsapparat als Mittel zur Sicherung der Loyalität eingesetzt. So war es ein übliches Vorgehen der Regierung Hashim Thaçi, kurz vor den Wahlen radikale Lohnerhöhungen im zwei- bis dreistelligen Bereich anzuordnen, sowie Tausende von neuen Mitarbeitern zu beschäftigen. Da Zehntausende von Familien abhängig sind von denjenigen, die im Staatssektor arbeiten, konnte die PDK dadurch ihre Macht erhalten.
Eine der häufigsten Kritiken an die PDK betrifft zudem die Korruption. Insbesondere im Rahmen des Privatisierungsprozesses und der Vergabe von Staatsaufträgen ist die PDK berüchtigt, sich zu bereichern. Einen Höhepunkt erreichte die Korruption während des Baus der Autobahn zwischen Prishtina und Tirana, als die Baukosten von etwa 300 Millionen Euro auf über eine Milliarde hochkletterten. Die Nummer zwei der PDK, Fatmir Limaj, war damals Infrastrukturminister und persönlich dafür verantwortlich.
Eine Reihe weiterer PDK-Abgeordneten ist in weitere (mutmaßliche) Straftaten involviert:
- Azem Syla – ehemaliger Verteidigungsminister: Die kosovarische Staatsanwaltschaft wirft ihm 2016 vor, Anführer einer Bande im Korruptionsbereich von 38 Kriminellen zu sein, die Immobilien im Wert von 30 Millionen Euro ergaunert hatte. Beim Tatvorwurf handelt es sich um Bestechung, Geldwäscherei, Betrug, Amtsmissbrauch, Dokumentenfälschung und Steuerhinterziehung. Syla trat in der Folge aus dem kosovarischen Parlament zurück.[6]

- Adem Grabovci – Fraktionsvorsitzender der PDK: Teil des Skandals "Pronto" (ein Audiomitschnitt der EULEX, in welchem Adem Grabovci, Hashim Thaçi und Vlora Çitaku darüber diskutieren, welche Verwandten noch nicht im Staatsapparat beschäftigt wurden. Kurze Zeit später wurde der Onkel von Adem Grabovci Direktor des Universitätsspitals Prishtina[7]) sowie eines weiteren Skandals, in welchem seine Söhne mehrere Polizisten verprügelten und straffrei davonkamen.[8]

- Kadri Veseli – Als Direktor des PDK-Geheimdienstes werden ihm mehrere Dutzend Auftragsmorde an politischen Gegnern vorgeworfen.[9]

- Bajram Rexhepi – Innenminister: Bei mehreren Auftragsvergaben verschwanden mehrere Millionen Euro. Bekanntestes Beispiel ist ein Fall zur Herstellung von Pässen durch eine österreichische Firma, bei dem etwa 1,5 Millionen Euro spurlos verschwanden. Später wurden etwa 200.000 davon bei einem Chauffeur von Kadri Veseli entdeckt.[10]

## Internationale Zusammenarbeit
Im ersten Jahrzehnt nach dem Kosovokrieg gab es eine Annäherung zwischen der PDK und der Sozialistischen Internationale.